# Wadi Tiwi

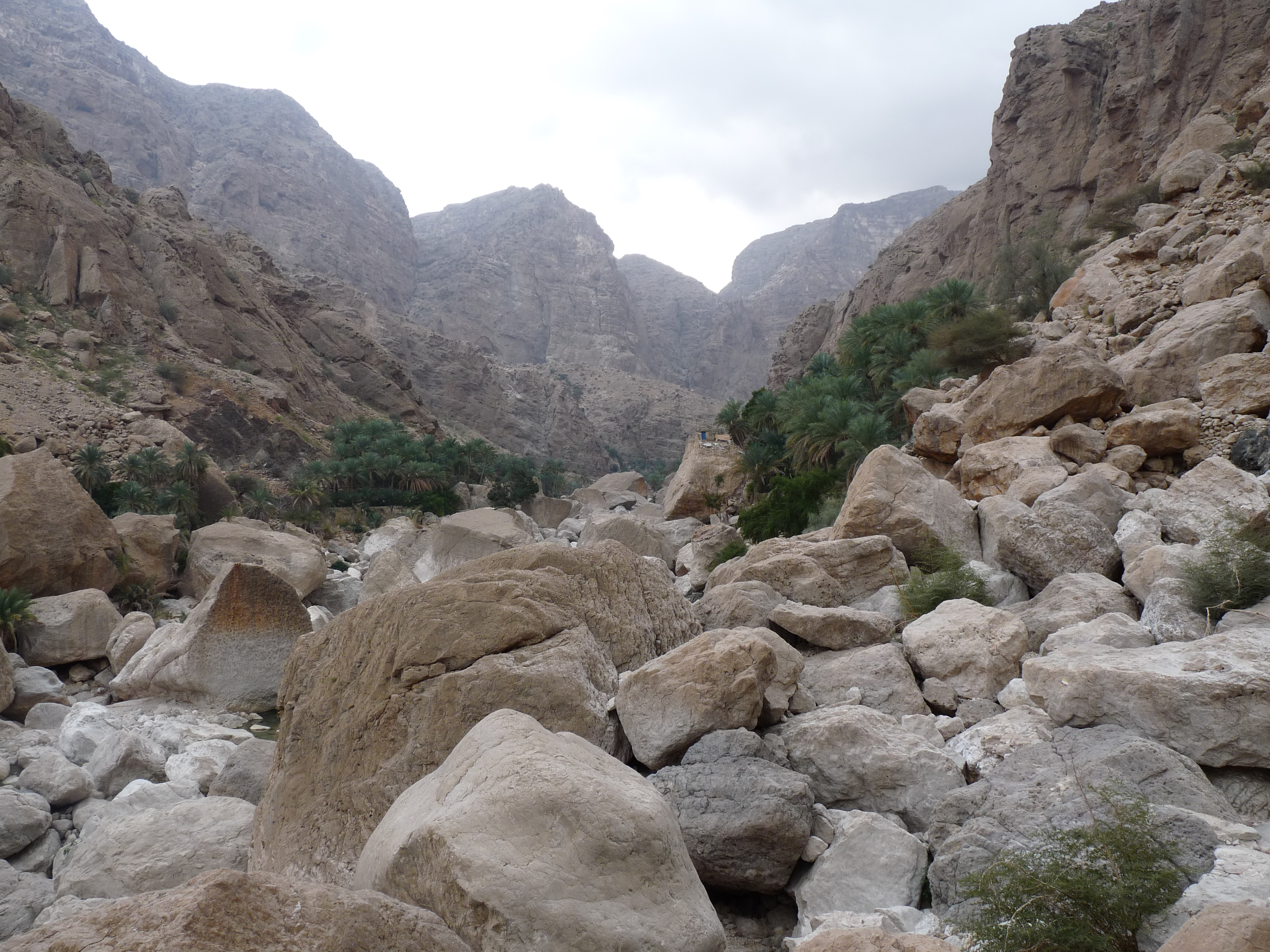
Contreforts escarpés du Wadi Tiwi

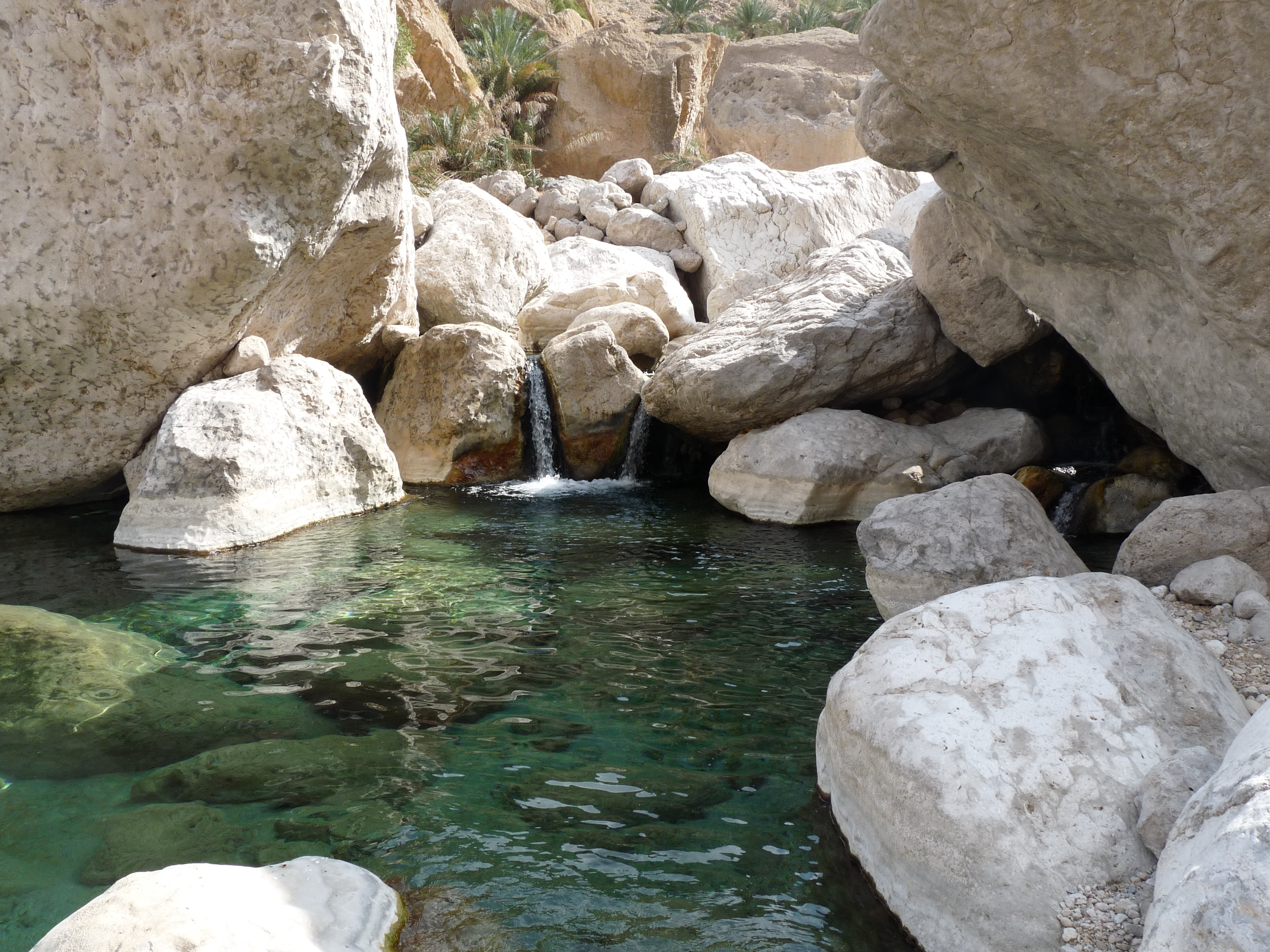
Bassin d'eau claire

Le Wadi Tiwi est un wadi – un oued dans la terminologie locale – issu du Hajar oriental et débouchant dans le golfe d'Oman à la hauteur de Tiwi, la localité du même nom, entre Qurayyat et Sour.
Comme le Wadi Shab qui lui est parallèle un peu plus au nord, il fait partie de la région Ash Sharqiyah.
C'est une destination de randonnée très populaire. La portion située entre les villages d'Umq Bīr et de Mibam est aussi un parcours - long et engagé - très apprécié par les pratiquants de canyonisme.